# Рэдфорд, Эрик
Эрик Рэ́дфорд (англ. Eric Radford; 27 января 1985 года, Балмертаун, Онтарио) — канадский фигурист, выступавший в парном катании. Эрик — один из самых титулованных парников в истории Канады. С Меган Дюамель олимпийский чемпион (2018, командные соревнования), серебряный (2014, командные соревнования) и бронзовый (2018, парное катание) призёр Олимпийских игр, двукратный чемпион мира (2015, 2016), бронзовый призёр чемпионатов мира (2013, 2014), семикратный чемпион Канады (2012—2018), двукратный обладатель титула чемпиона четырёх континентов (2013, 2015), победитель финала Гран-при 2014 года.
Дюамель/Рэдфорд — одна из немногих пар, исполнявшая на соревнованиях тройной лутц. На Олимпийских играх 2018 года Дюамель и Рэдфорд стали первой парой за всю историю Олимпиад, которая чисто выполнила четверной выброс сальхов. Выступив на двух Олимпиадах, Дюамель и Рэдфорд собрали полный комплект наград, завоевав «золото» и «серебро» в командных соревнованиях 2018 и 2014 годов соответственно, а также «бронзу» в личном турнире (2018).
В 2021—2022 годах выступал в паре с Ванессой Джеймс.

## Биография
Эрик Рэдфорд вырос в Балмертауне, Онтарио. Его отец Рик работает инспектором, мать Валери — бывшая учительница. В возрасте 14 лет Эрик переехал в Кенору, после чего перебрался в Виннипег. Однако не прошло и года, как он уехал в Монреаль, а в шестнадцатилетнем возрасте — в Торонто. Все перемены Эрику были необходимы для того, чтобы реализовать свои амбиции в фигурном катании.
Эрик изучал музыку в Йоркском университете и имеет сертификат Королевской консерватории 9 класса, играет на фортепиано, пишет и сочиняет музыку. Также в 2014 году он стал членом Общества композиторов, авторов и издателей музыки Канады. Летом 2016 года Рэдфорд написал музыку для произвольной программы олимпийскому чемпиону и трёхкратному чемпиону мира Патрику Чану.
В декабре 2014 года Рэдфорд совершил каминг-аут в интервью журналу LGBT Outsports.
Таким образом, он стал первым фигуристом, признавшимся в гомосексуальной ориентации, при этом являясь претендентом на титулы чемпиона. Эрик Рэдфорд является послом в программе #OneTeam Канадского Олимпийского комитета по борьбе с гомофобией в спорте.
10 июня 2017 года Рэдфорд сделал предложение своему парню, испанскому танцору Луису Фенеро, на что последний ответил согласием.

## Ранняя карьера

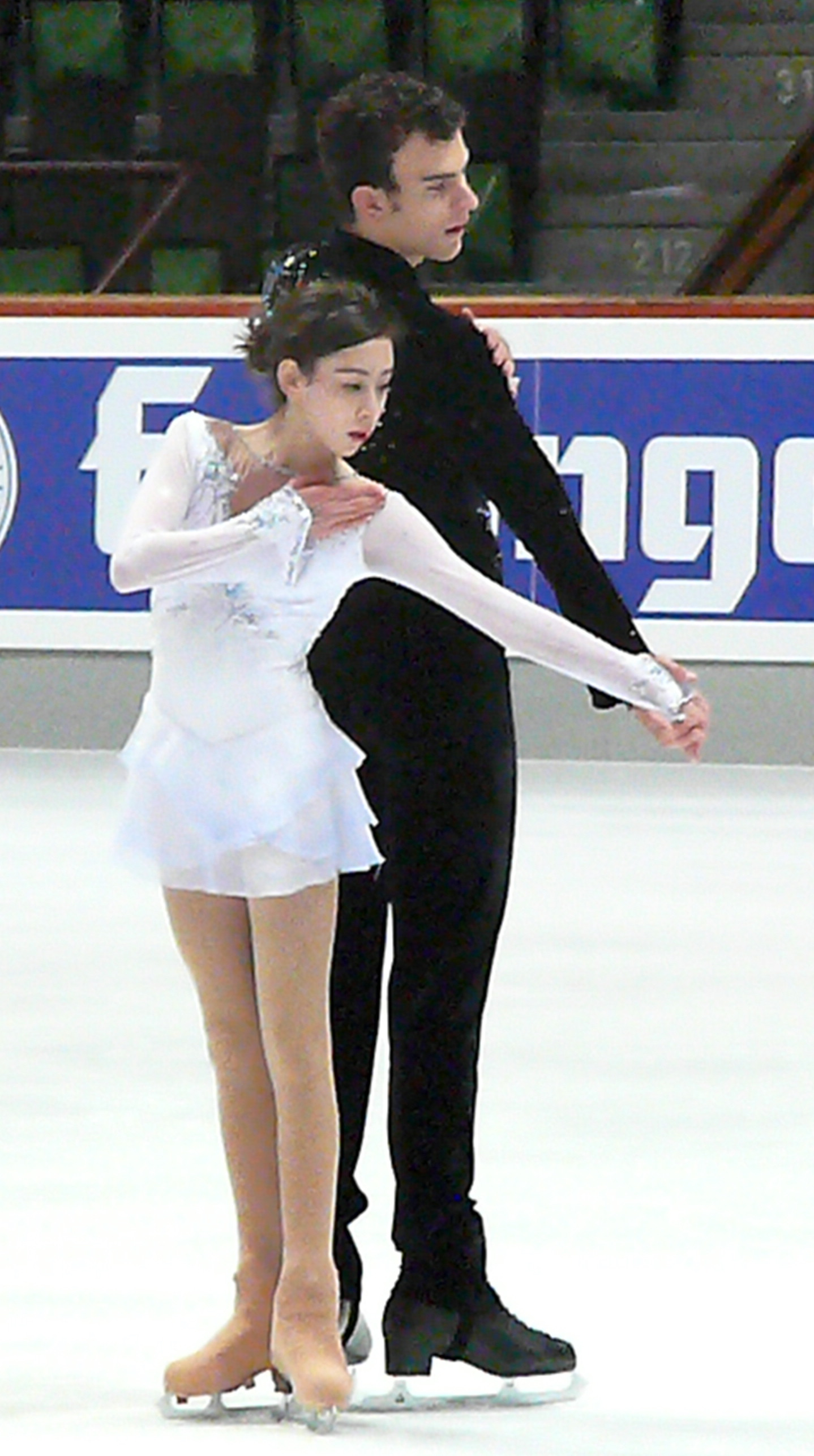
Рейчел Киркленд и Эрик Рэдфорд на турнире Nebelhorn Trophy (2007)

Рэдфорд начал кататься на коньках, когда ему было восемь лет, после того, как он был вдохновлён просмотром катания Нэнси Керриган на зимних Олимпийских играх 1992 года. Помимо этого, в 1990-х Эрик наблюдал за фигуристами-одиночниками Куртом Браунингом и Элвисом Стойко, и ему нравилось то, что фигурное катание является спортом, связанным с музыкой. В паре с Сарой Бурк Эрик соревновался в серии Гран-при среди юниоров в 2003 году в Чехии, а также в 2004 году в Венгрии, заняв шестое и пятое места соответственно. Он также участвовал в турнирах в одиночном катании.
После распада пары с первой партнёршей Сарой Бурк Рэдфорд начал тренироваться с Рейчел Киркленд у Брайана Орсера и Инго Штойера. Самым значимым достижением пары стало «серебро» национального юниорского первенства. При переходе на «взрослый» уровень фигуристы значимых успехов не добились и после 7-го места на чемпионате Канады 2009 года решили продолжать карьеру с новыми партнёрами. Тогда Рэдфорд встал в пару с Энн-Мари Жиру (фр. Anne-Marie Giroux), но эта пара сумела занять лишь восьмое место на чемпионате Канады в 2010 году.

## Выступления с Меган Дюамель

### Сезон 2010/2011: дебютный сезон

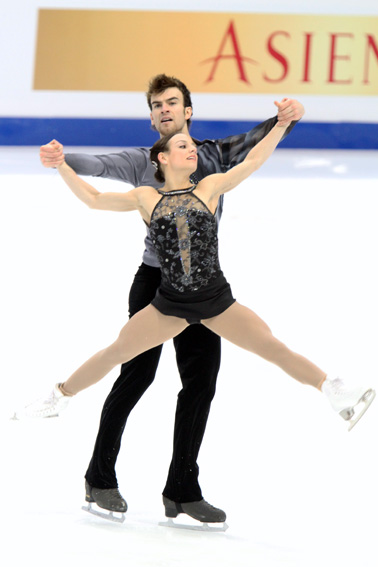
Меган Дюамель и Эрик Рэдфорд на чемпионате четырёх континентов 2011 года

По словам Эрика Рэдфорда, на решение встать в пару с Меган Дюамель повлиял совет от тренера, без которого ничего бы не вышло.
Дебют новой пары состоялся на турнире Nebelhorn Trophy 2010. По итогам соревнований они заняли третье место. На дебютном этапе Гран-при в Канаде пара заняла пятое место.
Затем они стали серебряными призёрами национального первенства, что позволило фигуристам войти в состав сборной на чемпионат четырёх континентов и чемпионат мира. На чемпионате четырёх континентов пара после короткой программы занимала третье место, показав лучший результат в сезоне. После произвольной программы, за которую канадцы впервые в карьере получили более 120 баллов, они поднялись на второе место. В итоге Меган и Эрик уступили только серебряным призёрам Олимпийских игр в Ванкувере Пан Цин и Туну Цзяню.
Следующим соревнованием пары планировался чемпионат мира, который должен был пройти в Токио, но в связи с землетрясением был перенесён в Москву, где он состоялся в апреле 2011 года. Для Эрика это был первый чемпионат мира в карьере, в то время как Меган уже имела опыт выступления на соревнованиях подобного уровня. На чемпионате мира в короткой программе во время исполнения подкрутки Меган ударила партнёра локтем в нос и сломала его, но, несмотря на это, они не прервали выступление и в итоге стали седьмыми. На этой же строчке они и завершили турнир.

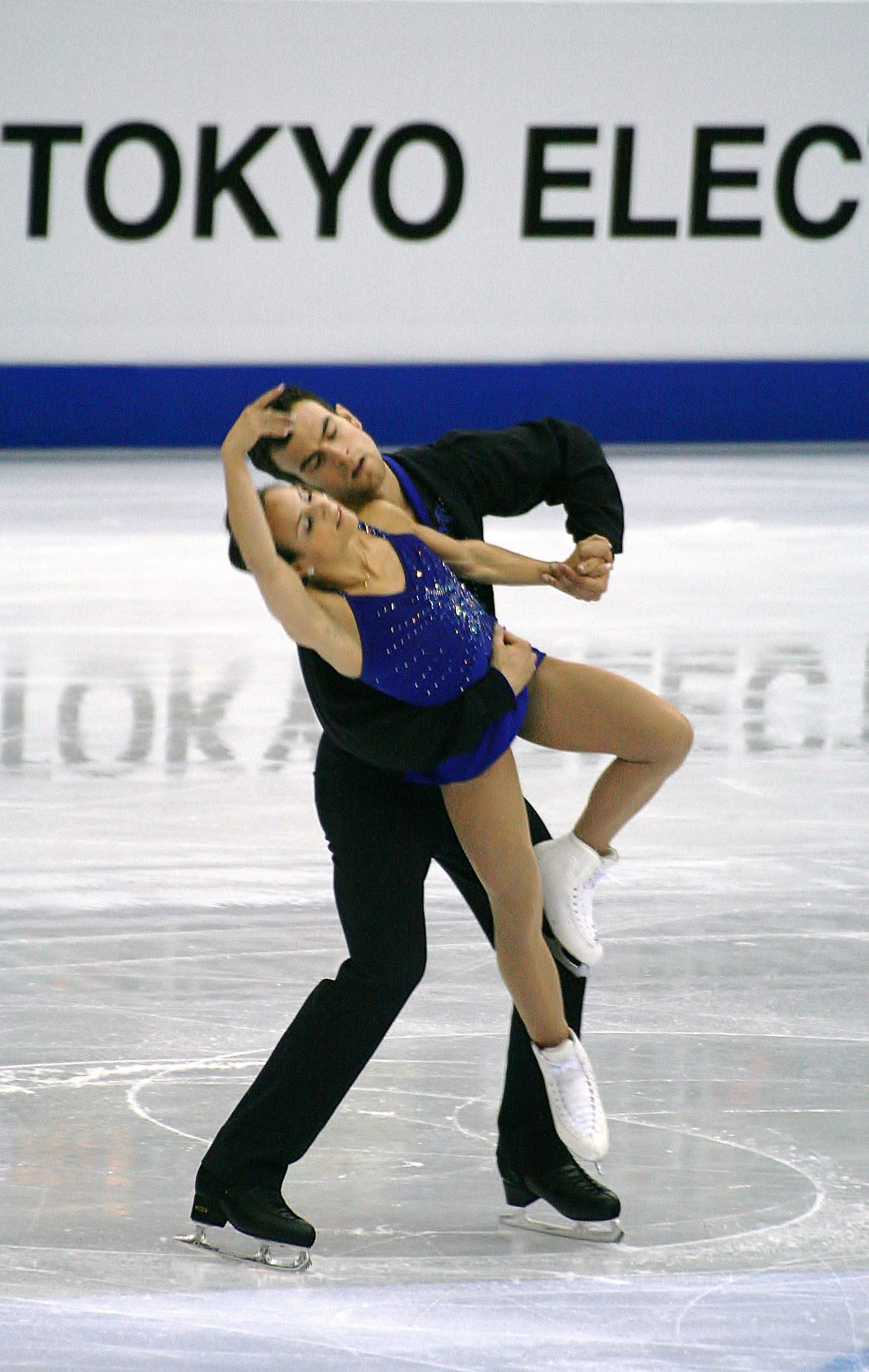
Меган Дюамель и Эрик Рэдфорд на командном чемпионате мира

### Сезон 2011/2012: первый финал Гран-при, первая победа на Чемпионате Канады
В новом сезоне Меган и её партнёр в короткой программе в качестве музыкального сопровождения выбрали «Аранхуэсский концерт». Произвольная программа была поставлена на музыку группы Coldplay. Выступая в рамках соревнований Гран-при, канадцы завоевали две бронзовые медали на канадском и французском этапах, которые стали первыми в совместной карьере. Эти результаты помогли им впервые попасть в финал Гран-при, где Меган и Эрик заняли пятое место.
В январе 2012 года Дюамель и Рэдфорд впервые стали чемпионами Канады, уверенно обойдя своих конкурентов. Затем заняли четвёртое место на чемпионате четырёх континентов, продемонстрировав не самое лучшее катание.
На чемпионате мира канадцы заняли пятое место. В короткой программе по оценке за технику они заняли второе место, в произвольной программе третье, но из-за низкой второй оценки (за компоненты) им не удалось попасть на пьедестал почёта. На командном чемпионате мира пара помогла своей команде выиграть «бронзу».

### Сезон 2012/2013: прорыв на международном уровне
Сезон Меган и Эрик начали со второго места на этапе Гран-при Skate Canada, при этом были установлены новые личные достижения в короткой и произвольной программах, а также по общей сумме. Второе «серебро» канадцы выиграли на этапе Гран-при Trophée Eric Bompard. При этом они выиграли произвольную программу, но общую победу одержали Юко Кавагути и Александр Смирнов. Эти результаты позволили канадской паре выйти второй раз подряд в финал Гран-при, где они остановились в шаге от пьедестала.
Затем они выиграли свой второй национальный титул, в упорной борьбе обойдя своих давних конкурентов Кирстен Мур-Тауэрс и Дилана Московича. В феврале 2013 года пара одержала первую большую победу на международном уровне: Дюамель и Рэдфорд стали победителями чемпионата четырёх континентов. Снова, как и на чемпионате Канады, главными соперниками была пара Мур-Тауэрс и Москович. В короткой программе Меган и Эрик набрали 70,44 балла, тем самым впервые в карьере им удалось преодолеть рубеж в 70 баллов. Кирстен и Дилан отстали на 4,11 балла. В произвольной программе не всё прошло гладко, и несмотря на то, что было установлено новое лучшее достижение (128,74 балла), произвольная программа была проиграна Мур-Тауэрс и Московичу. Тем не менее запаса баллов после короткой программы хватило, и Меган с Эриком стали чемпионами четырёх континентов. Они стали первой канадской парой за 12 лет, которой покорилось это достижение.

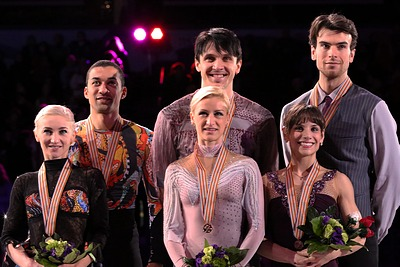
На чемпионате мира 2013 года Меган и Эрик впервые стали призёрами мирового первенства

Чемпионат мира 2013 года состоялся в родной Канаде, в городе Лондоне, Онтарио. Меган и Эрик оправдали надежды канадских болельщиков и впервые в карьере стали призёрами чемпионата мира. В короткой программе был продемонстрирован идеальный прокат, по итогам которого канадцы расположились на втором месте, сенсационно опередив многократных чемпионов мира Алёну Савченко и Робина Шолковы. Помимо этого, был установлен новый персональный рекорд (73,61) и была набрана самая высокая техническая оценка. Несмотря на небольшие помарки, канадская пара превзошла свой лучший результат в карьере за произвольную программу (130,95), в первый раз за всё время выступлений покорив рубеж в 200 баллов по сумме (204,56). Этот результат позволил им впервые стать бронзовыми призёрами чемпионата мира.
Последним турниром в сезоне стал командный чемпионат мира в Японии, где Меган и Эрик помогли своей сборной выиграть «серебро».
Для Дюамель и Рэдфорда этот сезон можно назвать сезоном прорыва. Стало ясно, что в парном катании появилась ещё одна сильная пара, владеющая сильной техникой и способная в будущем претендовать на награды самых престижных турниров, в том числе и Олимпийских игр в Сочи.

### Сезон 2013/2014: Олимпиада в Сочи
В олимпийский сезон Эрик Рэдфорд написал музыку к короткой программе, которую посвятил своему бывшему тренеру Полу Вирцу. Произвольная программа была поставлена под музыку из кинофильма «Алиса в стране чудес». На этапе Гран-при в Канаде Дюамель и Рэдфорд лидировали после короткой программы, но в итоге опустились на третью строчку. Во Франции пара заняла второе место и в очередной раз попала в финал Гран-при. Однако «поход» за первой медалью финала Гран-при снова оказался неудачным, пара заняла лишь пятое место.

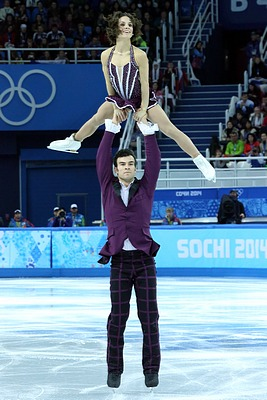
Меган и Эрик на Олимпиаде в Сочи (2014)

В январе 2014 года Меган и Эрик в третий раз стали чемпионами Канады, вновь, как и год назад, в упорной борьбе обойдя Мур-Тауэрс и Московича. Эта победа гарантировала им попадание на свои первые Олимпийские игры.
На Олимпийских играх пара выступила в командном турнире, исполнив короткую программу. Они заняли второе место, уступив только Татьяне Волосожар и Максиму Транькову. В произвольной программе их заменили Мур-Тауэрс и Москович. По итогам командного турнира команда Канады заняла второе место, Меган и Эрик стали серебряными призёрами Олимпийских игр.
Личный турнир у пары не задался, и они заняли всего лишь седьмое место.
На чемпионате мира Меган и Эрик частично реабилитировались и второй год подряд стали бронзовыми призёрами мирового первенства. И в короткой, и в произвольной программах были установлены новые личные рекорды. Также был побит предыдущий личный рекорд по общей сумме баллов: канадская пара впервые покорила рубеж в 210 баллов.

### Сезон 2014/2015: победный сезон
Дюамель и Рэдфорд в межсезонье тренировали четверной выброс. Пара стартовала на турнире Autumn Classic International 2014, состоявшемся в Барри, Онтарио, на котором они успешно выполнили четверной выброс сальхов и выиграли турнир. Затем пара выиграла этап Гран-при в Канаде — эта победа стала первой в карьере на этапах Гран-при. На NHK Trophy 2014 они снова заняли первое место и уверенно прошли в финал Гран-при. Финал Гран-при, который прошёл в Барселоне, стал четвёртым в карьере пары. По итогам короткой программы Меган и Эрик набрали 74,50 балла. Эта сумма позволила им выйти в лидеры соревнований, отрыв от главных соперников, Ксении Столбовой и Фёдора Климова, составил 2,17 балла. В произвольной программе Меган и Эрик не только удержали лидерство, но и увеличили отрыв от соперников. Помимо этого, в произвольной программе им впервые удалось покорить рубеж в 140 баллов. По итогам соревнований канадцы набрали 220,72 балла, впервые в карьере преодолев рубеж в 220 баллов, и одержали уверенную победу на турнире. Этот успех стал первым в карьере фигуристов, ранее они даже не попадали на пьедестал финала Гран-при.

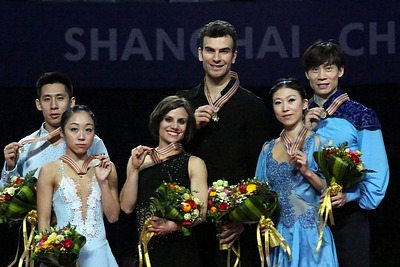
Меган Дюамель и Эрик Рэдфорд — чемпионы мира

В январе 2015 года фигуристы в четвёртый раз стали чемпионами Канады. Затем, в феврале на чемпионате четырёх континентов в Сеуле, они также выступили удачно и стали двукратными чемпионами. Через полтора месяца в Шанхае канадцы впервые стали чемпионами мира, попутно улучшив свои достижения в сумме. Меган и Эрик стали первыми чемпионами мира из Канады за последние 14 лет: последний раз это удавалось сделать олимпийским чемпионам Жами Сале и Давиду Пеллетье в 2001 году. В середине апреля на последнем старте в сезоне на командном чемпионате мира в Японии пара удачно выступила в обоих видах программ, заняв второе место в короткой программе и первое в произвольной.

### Сезон 2015/2016: защита титула чемпионов мира

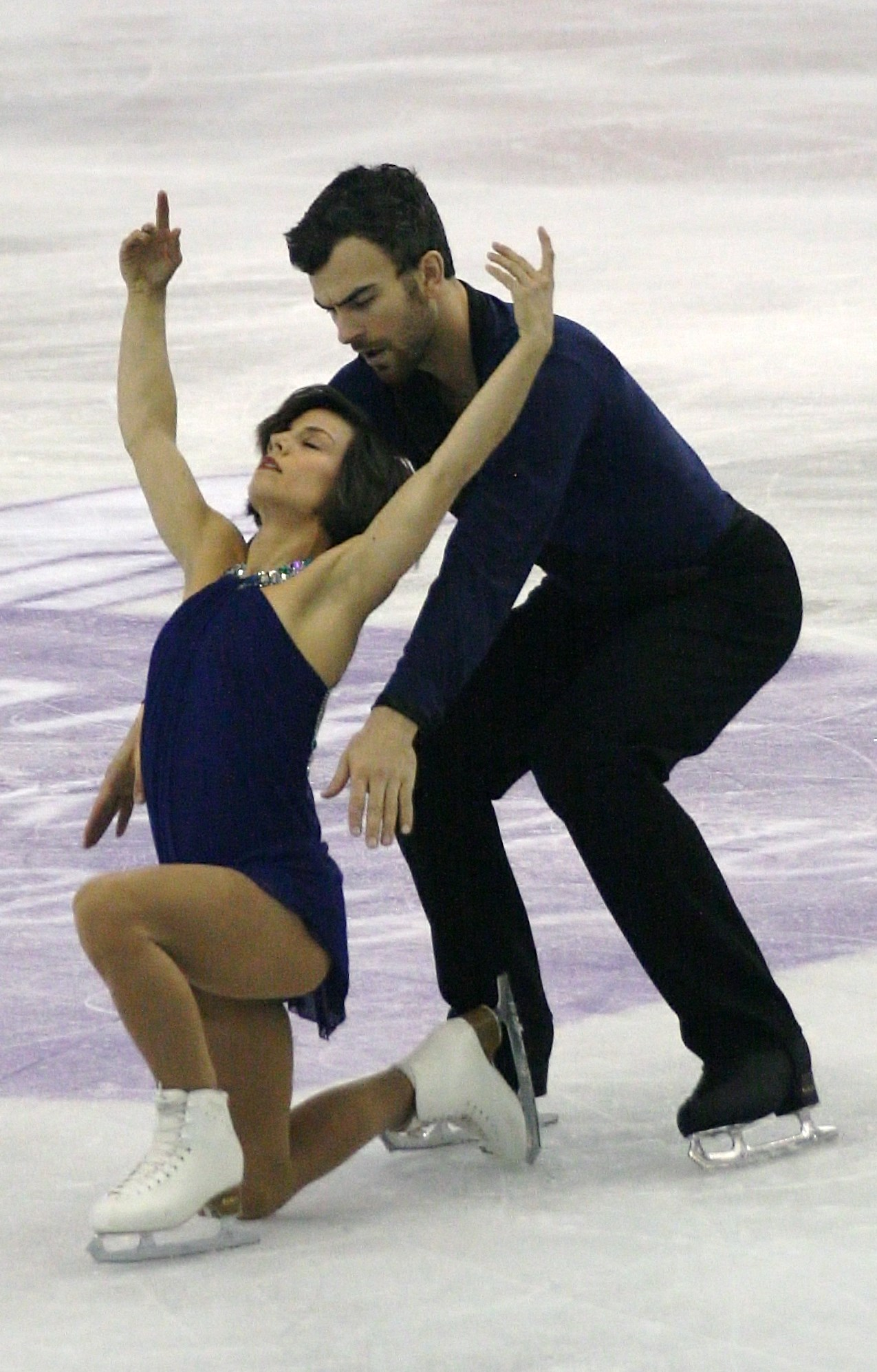
Меган Дюамель и Эрик Рэдфорд на финале Гран-при 2015

Новый сезон пара начала в Канаде в середине октября на международном турнире Autumn Classic International, которой они выиграли. В этом сезоне пара вновь выиграла «домашний» этап Гран-при. На шестом этапе в Нагано пара также заняла первое место и в пятый раз подряд вышла в финал Гран-при, который второй год подряд проходил в Барселоне. Там они шли на третьем месте после короткой программы, но финишировали вторыми.
Через месяц они стали пятикратными чемпионами Канады. В феврале фигуристы приняли участие в Тайбэе на континентальном чемпионате, но вынуждены были сняться после короткой программы из-за простуды у Меган. В начале апреля в Бостоне на мировом чемпионате канадской паре предстояло защищать звание чемпионов мира. Фигуристы занимали второе место после короткой программы, но в произвольной выступили успешно, впервые покорив рубеж в произвольной программе в 150 баллов, и во второй раз завоевали золотые медали. При этом они улучшили все свои прежние спортивные достижения.

### Сезон 2016/2017: потеря позиций
Новый предолимпийский сезон канадская пара начала в Финляндии на турнире Finlandia Trophy, где они сумели уверенно завоевать золотые награды. В конце октября фигуристы выступали на домашнем этапе Гран-при в Миссиссоге, где стали первыми, при этом превзошли свои прежние достижения в короткой программе. Также Меган удалось приземлить выброс аксель в 3,5 оборота. В конце ноября они выступили на последнем этапе Гран-при в Саппоро, где в сложной борьбе заняли первое место, что позволило им уверенно выйти в финал Гран-при, который состоялся в Марселе. Во Франции, в финале Гран-при, они сумели в упорной борьбе занять только третье место.
В январе 2017 года на национальном чемпионате в Оттаве фигуристам никто не мог составить конкуренции из ведущих пар, и они в очередной раз стали чемпионами страны, установив новый рекорд по победам на национальных первенствах. В середине февраля канадские фигуристы выступили в Южной Корее на чемпионате четырёх континентов, где финишировали на втором месте. В конце марта канадские парники участвовали на мировом чемпионате в Хельсинки, который не задался сразу же. Из-за травмы партнёра пара вынуждена была отказаться от параллельного тройного лутца. По итогам соревнований они заняли только седьмое место. При этом они в сложной борьбе сумели способствовать завоеванию трёх путёвок для своей страны на Олимпийские игры: для этого было необходимо, чтобы сумма мест двух лучших пар была не больше 13. С учётом того, что лучшая канадская пара (Любовь Илюшечкина и Дилан Москович) стала шестой, в сумме мест получилось как раз 13, что позволило канадцам отправить в Корею три спортивные пары. После окончания чемпионата стало известно, что у Эрика диагностирована межпозвоночная грыжа. Пара должна была представлять Канаду на командном чемпионате мира, но из-за травмы партнёра спортсмены снялись с турнира.

### Сезон 2017/2018: «золото» и «бронза» корейской Олимпиады
В июне стало известно, что Дюамель и Рэдфорд больше не будут работать с тренером Ришаром Готье.
Эрик и я чувствовали, что нам нужно что-то поменять в тренировочном процессе. Но мы будем вечно благодарны Готье. Всё, что мы достигли в своей карьере, получилось благодаря ему. Мы желаем ему только хорошего.Меган Дюамель

Меган и Эрик стали работать под руководством Бруно Маркотта, мужа Меган, а также пару начал консультировать Джон Циммерман.

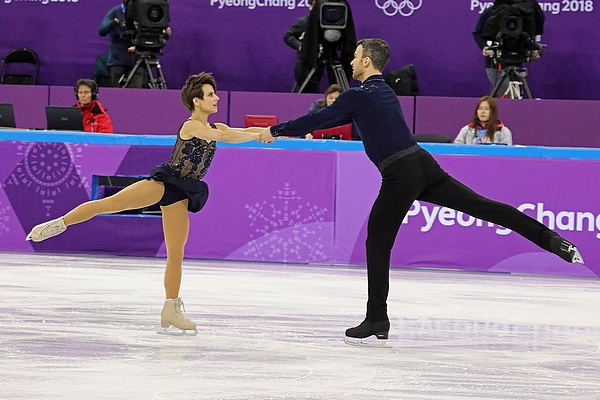
«With or Without You» — короткая программа Дюамель и Рэдфорда на Олимпийских играх в Пхёнчхане

Новый олимпийский сезон канадские парники начали дома в Монреале, где на турнире Autumn Classic International они выступили не совсем уверенно и финишировали на втором месте. Через месяц пара выступала в серии Гран-при на домашнем этапе, где они стали победителями. На Skate America повторить успех не удалось, и пара финишировала третьей, что не помешало в очередной раз попасть в финал Гран-при. В финале пара заняла третье место.
Перед чемпионатом Канады пара решила вернуть произвольную программу сезона 2015/2016, с которой они стали двукратными чемпионами мира.
На чемпионате Канады пара одержала седьмую победу подряд и завоевала путёвку на Олимпийские игры, которые проходили в южнокорейском Канныне.
Для Дюамель и Рэдфорда соревнования на Олимпиаде начались 9 февраля за несколько часов до церемонии открытия, когда они исполнили короткую программу в командных соревнованиях. Меган и Эрик уверенно откатали свою программу, допустив лишь небольшую помарку на тройном лутце. По итогам короткой программы Дюамель и Рэдфорд уступили только россиянам Тарасовой и Морозову.
После первого дня соревнований, в который были проведены короткие программы мужчин-одиночников и спортивных пар, канадцы лидировали и опережали олимпийских атлетов из России на 4 балла, а американцев на 3.

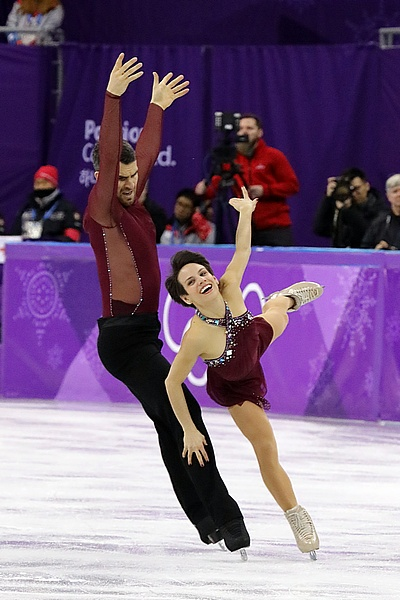
«Hometown Glory» — произвольная программа Дюамель и Рэдфорда на Олимпийских играх в Пхёнчхане

Спустя два дня Меган и Эрик были заявлены в произвольную программу, что было весьма неожиданно, ведь перерыв между командным и личным турнирами парников (которые, как правило, первыми разыгрывают медали Олимпиад) небольшой. Меган и Эрик уверенно откатали произвольную программу и обошли всех, увеличив отрыв от преследователей до шести очков. Судьба олимпийского золота была в руках партнёров по команде.
На следующий день командный турнир начался с выступления одиночников. Патрик Чан уверенно выиграл произвольную программу и увеличил отрыв канадцев до семи очков. Канадцы могли проиграть только при невероятном стечении обстоятельств. Габриэль Дэйлман в произвольной программе заняла третье место, тем самым гарантировав канадской сборной олимпийское золото. Впереди оставался только один вид — произвольный танец, который уже ничего не решал в борьбе за «золото». В произвольном танце Тесса Вертью и Скотт Моир выступали последними и выиграли его, увеличив отрыв от других сборных до семи баллов. Сборная Канада набрала 73 балла, причём во всех восьми видах канадцы заняли места не ниже третьего. Меган Дюамель и Эрик Рэдфорд стали олимпийскими чемпионами.
Через два дня уже стартовал личный турнир парников. Меган и Эрик по результатам жеребьёвки получили 19-й номер, тем самым они открывали последнюю разминку. Допустив пару помарок, Дюамель и Рэдфорд набрали 76,82 балла. По итогам короткой программы они расположились на третьем месте, проигрывая первому и второму месту 5 баллов, но опережая Алёну Савченко и Бруно Массо на 0,23 балла.
В произвольной программе канадцы выступали под 14-м номером. Как оказалось позже, с этим номером им не очень повезло, так как перед ними выдающееся выступление продемонстрировали Савченко и Массо, которые установили новый мировой рекорд в произвольной программе. Однако на Меган и Эрика это не повлияло, и они тоже продемонстрировали сильное выступление, допустив лишь ошибку на тройном лутце, но сделали чисто четверной выброс сальхов, став первой парой в истории, которая приземлила четверной выброс на Олимпийских играх. Дюамель и Рэдфорд набрали 153,33 балла за произвольную программу, а в сумме 230,15 балла. Судьба олимпийской медали решалась между канадцами и россиянами Тарасовой и Морозовым, которые выступали последними и допустили две грубейшие ошибки, тем самым уступив канадцам. Меган Дюамель и Эрик Рэдфорд стали бронзовыми призёрами Олимпийских игр в личном турнире.
Теперь у них есть все медали Олимпийских игр: «золото» в команде (2018), «серебро» в команде (2014) и «бронза» в турнире парников (2018).
Я прокрутила в голове все восемь лет, что мы работали вместе, и поняла — мы сделали всё, что было в наших силах. Я чувствую себя состоявшимся человеком, в спорте я добилась всего, чего хотела. Мы очень рады, что наши выступления закончились олимпийской медалью, иначе мы бы с горечью вспоминали наш уход из спорта. Когда стояла на пьедестале после победы в команде, я загадала, что смогу сюда вернуться ещё раз. Может быть, кому-то показалось сумасшедшим решением откатать по два раза и короткую, и произвольную программу, но нам это было нужно. Нам нравится выступать здесь. Это нам помогло быть максимально готовыми.Меган Дюамель
В конце апреля 2018 года спортсмены приняли решение о завершении карьеры, хотя ещё до этого говорили, что завершают карьеру после личного турнира.
В апреля 2021 года Рэдфорд возобновил карьеру, образовав пару с Ванессой Джеймс.

## Стиль катания
Особенностью пары Дюамель и Рэдфорд является уникальный по сложности контент программ. В короткой программе они, как правило, исполняли параллельный тройной лутц. В произвольной программе, помимо тройного лутца, Меган и Эрик иногда исполняли четверной выброс сальхов, при этом они стали первыми фигуристами, исполнившими этот элемент на Олимпийских играх.

Тем не менее, канадскую пару часто критикуют за стиль катания, при этом отмечая, что между фигуристами «нет никакой химии» и они катаются словно два одиночника. Однако такие оценки, как правило, делают специалисты и зрители, привыкшие к российской школе фигурного катания, тогда как североамериканские зрители и эксперты считают пару очень эмоциональной. Оценку своим подопечным дал тренер фигуристов до 2017 года Ришар Готье, отметив, что канадцы не похожи на других и не обладают способностями свободно выражать эмоции, поэтому им необходимо тщательно работать над постановкой программ.
Тройной лутц и четверной выброс — хороший задел для того, чтобы набирать больше баллов за технику. А чтобы росла оценка за компоненты, прежде всего нужны хорошие постановки. В выразительных средствах, как я и говорил, мы действительно лимитированы. Классика моим ребятам не подойдёт. И уж тем более — любовная лирика.Ришар Готье
Также директор Федерации фигурного катания Канады Майк Слипчук говорил, что канадцы сделали вклад в фигурное катание, став лидерами в своём виде спорта.
Меган и Эрик были мировыми лидерами в парном катании, поскольку они раздвинули технические границы, что сделало их одной из лучших пар и вдохновило новое поколение спортсменов.Майк Слипчук

## Программы

### С Ванессой Джеймс
| Сезон   | Короткая программа                                 | Произвольная программа |
| ------- | -------------------------------------------------- | ---------------------- |
| 2021/22 | First Time хореографы Гийом Сизерон и Жюли Маркотт | Falling Гарри Стайлз   |

### С Сарой Бурк
| Сезон   | Короткая программа | Произвольная программа |
| ------- | ------------------ | ---------------------- |
| 2003/04 | Tribute Yanni      | Спартак Арам Хачатурян |

### С Рейчел Киркленд

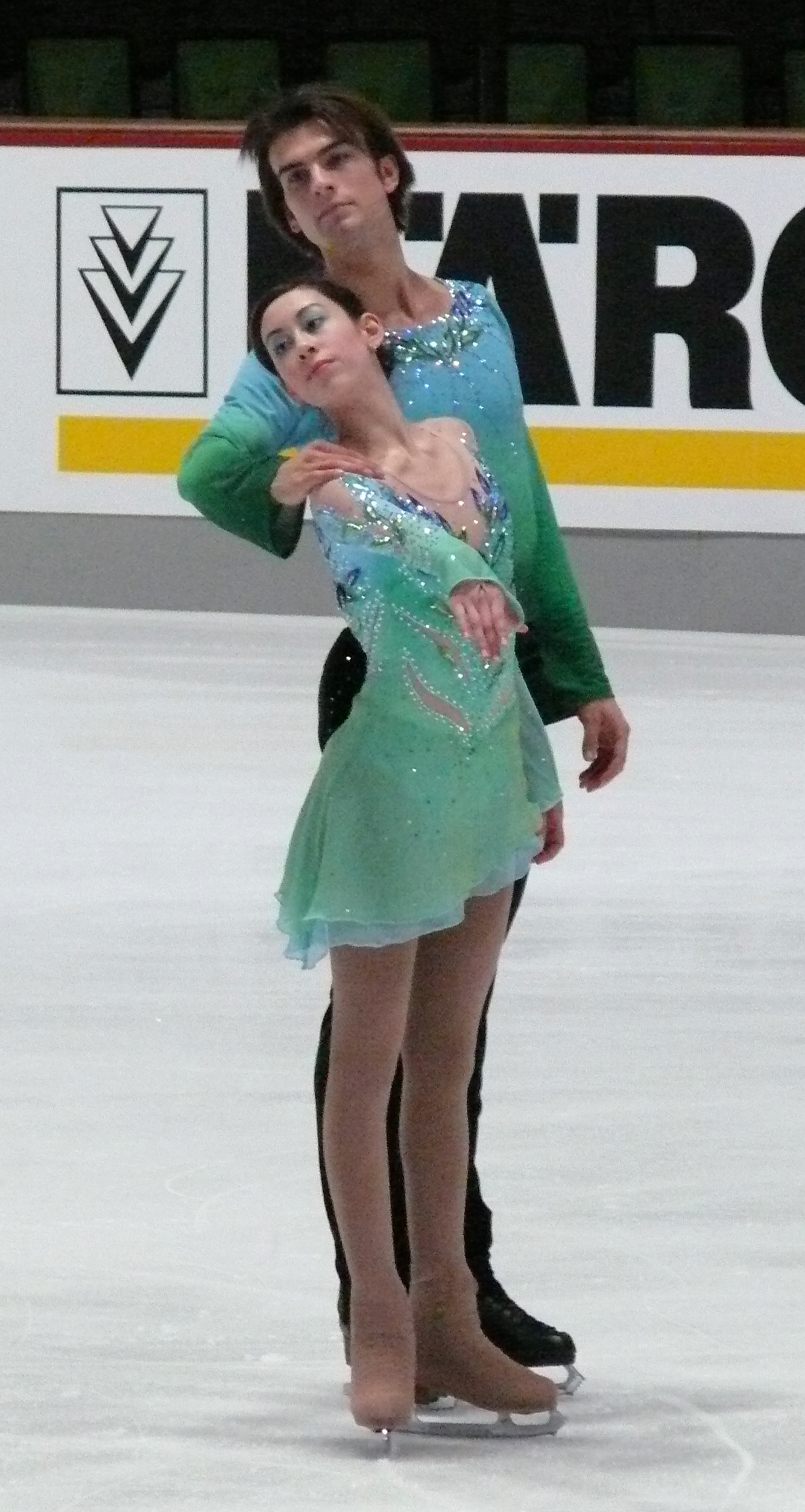
Эрик и Рейчел Киркленд в 2008 году

| Сезон   | Короткая программа                                | Произвольная программа                                    |
| ------- | ------------------------------------------------- | --------------------------------------------------------- |
| 2008/09 | Саундтрек из к/ф «Дон Жуан де Марко» Майкл Кэймен | Stolen Dashboard Confessional Dare You To Move Switchfoot |

### С Меган Дюамель

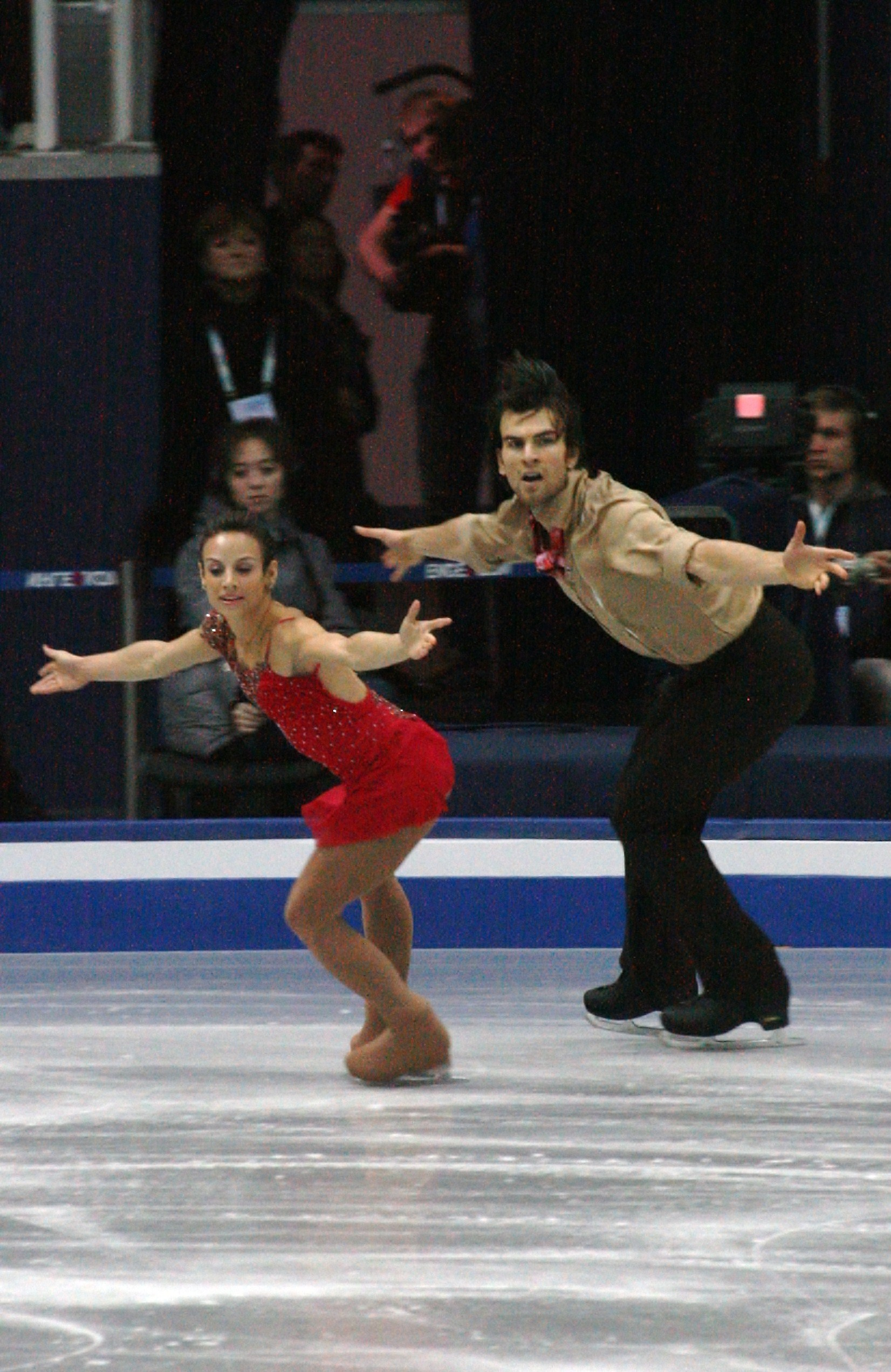
Дюамель и Рэдфорд в финале Гран-при в Сочи (2012)

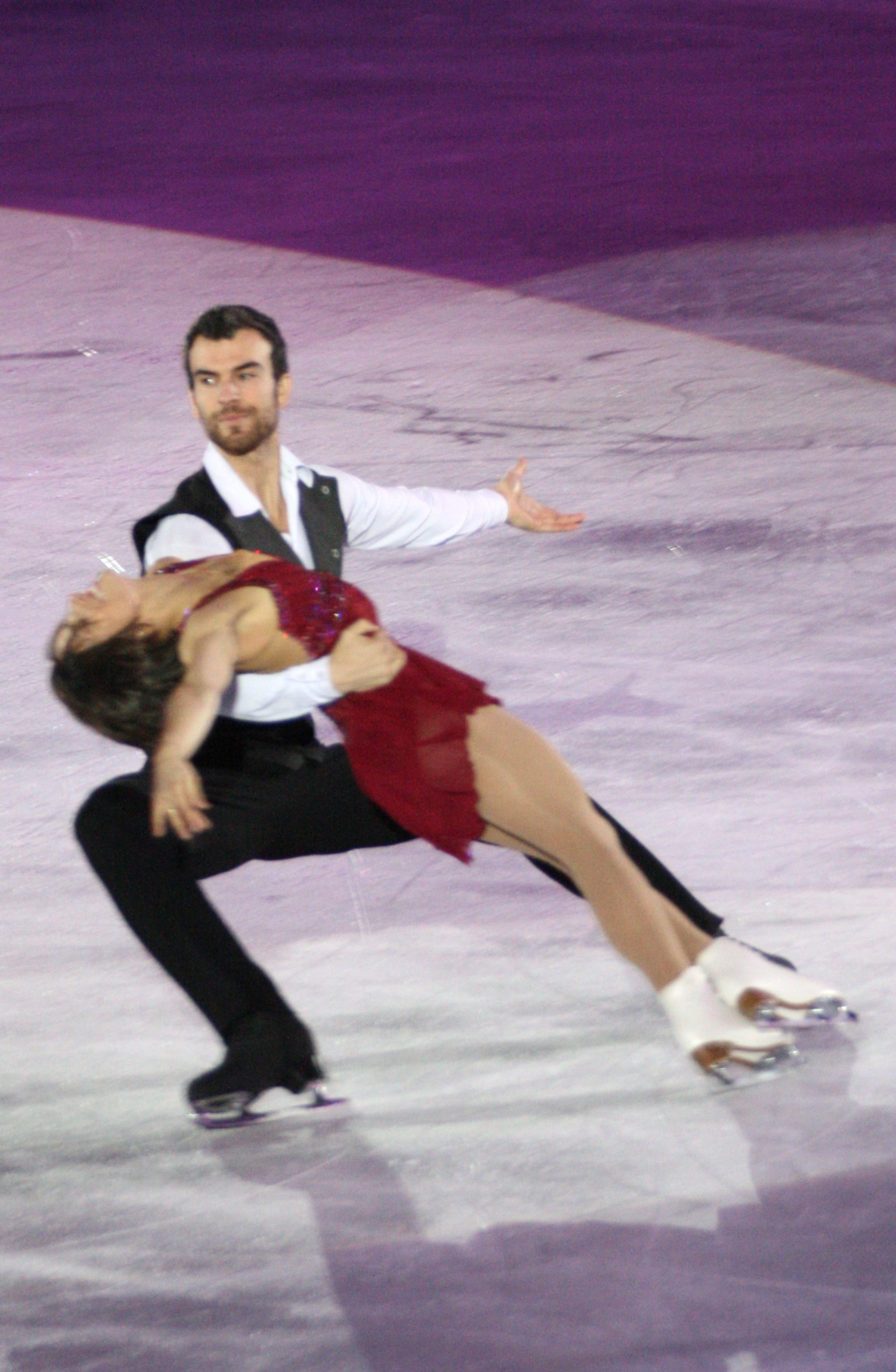
Показательные выступления в финале Гран-при (2015)

| Сезон   | Короткая программа                                                                                      | Произвольная программа | Показательные выступления |
| ------- | --- | --- | --- |
| 2010/11 | Концерт для одного голоса Сен-Прё хореография Жюли Маркотт                                              | The Train Константин Кримец Meet Joe Black Томас Ньюман хореография Жюли Маркотт                                                                                   | Don't Stop Believin' (из телесериала «Хор») в исполнении Лии Мишель и Кори Монтейта |
| 2011/12 | Аранхуэсский концерт Хоакин Родриго хореография Жюли Маркотт                                            | Viva la Vida Coldplay Yellow Coldplay хореография Жюли Маркотт | When She Loved Me в исполнении Джоша Янга Don't Stop Believin' (из телесериала «Хор») в исполнении Лии Мишель и Кори Монтейта                                                                                    |
| 2012/13 | Богема в исполнении Роби Лакатос, Пола Маккоя, Бруно Уолкера и Джеффа Киктеффа хореография Жюли Маркотт | Angel Филипп Ромби хореография Жюли Маркотт | Ho Hey The Lumineers Hometown Glory Адель |
| 2013/14 | Tribute Эрик Рэдфорд аранжировка Луи Бабена хореография Жюли Маркотт                                    | Саундтрек из к/ф «Алиса в Стране чудес» Дэнни Эльфман Everlasting Two Steps from Hell хореография Жюли Маркотт                                                     | True Colors Artists Against Bullying Say Something A Great Big World |
| 2014/15 | Un peu plus haut Гинетт Рино хореография Жюли Маркотт                                                   | Neutron Star Collision Muse I Belong to You (из оперы «Самсон и Далила») Muse Uprising Muse хореография Жюли Маркотт                                               | One Мэри Джей Блайдж и U2 хореография Жюли Маркотт Say Something A Great Big World |
| 2015/16 | Your Song (из к/ф «Мулен Руж!») Элтон Джон в исполнении Юэна Макгрегора хореография Жюли Маркотт        | Hometown Glory Адель хореография Жюли Маркотт | Piano Man Билли Джоэл Believe Mumford & Sons Smile (из к/ф «Новые времена») в исполнении Нэта Кинга Коула |
| 2016/17 | Killer Адамски, Seal в исполнении Seal хореография Жюли Маркотт                                         | Non, je ne regrette rien Шарль Дюмон, Мишель Вокёр в исполнении Патрисии Каас хореография Жюли Маркотт                                                             | Heroes Дэвид Боуи and Брайан Ино в исполнении Питера Гэбриэла Piano Man Билли Джоэл |
| 2017/18 | With or Without You U2 в исполнении Април Мезерви хореографы Джон Керр, Жюли Маркотт                    | Hometown Glory Адель хореография Жюли Маркотт Neutron Star Collision Muse I Belong to You (из оперы «Самсон и Далила») Muse Uprising Muse хореография Жюли Маркотт | Be Mine Ofenbach Sign of the Times Гарри Стайлз Piano Man Билли Джоэл «Selene, la dea della luna» — Chandelier Сия «Apollo and Daphne, a Love Chase» Heroes Дэвид Боуи и Брайан Ино в исполнении Питера Гэбриэла |